# Shōtarō Tabata
Shōtarō Tabata (田畑 昇太郎 Tabata Shōtarō?,  6 de abril de 1884 - 25 de mayo de 1950) fue un judoca japonés. Ostentaba el rango de Judan (décimo dan) en el Kodokan Judo y era un Hanshi (maestro emérito) en la Dai Nippon Butokukai. También es miembro del Salón de la Fama del Kodokan Judo.

## Biografía
Nació en la prefectura de Osaka. En 1900, se unió al dojo de Kodokan en Kioto. Además, se unió al Departamento de Natación de la Dai Nippon Butokukai y estudió la técnica de natación del estilo Kobori. Se graduó de la Universidad de Derecho de Kioto. 
En 1912, se convirtió en profesor de la Escuela de Formación de Instructores de Artes Marciales de la Dai Nippon Butokukai (que más tarde se convirtió en la Escuela Especializada en Artes Marciales). En 1917, recibió la certificación de excelencia en natación de la Dai Nippon Butokukai. En 1926, ascendió al rango de Hanshi en el Kodokan Judo. 
En 1929, fue uno de los árbitros en el evento conmemorativo del Gran Jubileo. En 1934, participó como árbitro y en la competición especial de randori en el evento conmemorativo del nacimiento del Príncipe Heredero. Después de la guerra, ocupó el cargo de presidente de la Asociación de Judo de la Prefectura de Kioto. 
En 1948  la Asociación de Judo de Graduados se disolvió de forma progresiva y se establecieron nuevas uniones prefecturales en todo Japón. Tadata asumió el cargo de primer presidente de la Asociación de Judo de la Prefectura de Kioto y se esforzó por la recuperación del judo en la región de Kansai después de la guerra, aunque aparentemente enfrentó muchas dificultades. El 4 de mayo del mismo año, en ocasión del décimo aniversario del fallecimiento del maestro Jigoro Kano, se le permitió ascender al rango de Judan (décimo dan), pero su angustia nunca desapareció. Y así, debido a la carga emocional de su sentido de responsabilidad, Tadata falleció repentinamente en 1950 a la edad de 66 años. Se dice que su prematura muerte fue lamentada por todos en el mundo del judo.

## Trayectoria
| Recorrido al 10.º dan | Recorrido al 10.º dan                          | Recorrido al 10.º dan | Recorrido al 10.º dan |
| --------------------- | ---------------------------------------------- | --------------------- | --------------------- |
| Febrero de 1900       | Introducción a la sucursal de Kioto de Kodokan | 1903                  | 1.º dan               |
| Octubre de 1904       | 2.º dan                                        | Noviembre de 1906     | 3.º dan               |
| Agosto de 1908        | 4.º dan                                        | Enero de 1912         | 5.º dan               |
| Noviembre de 1919     | 6.º dan                                        | Noviembre de 1926     | 7.º dan               |
| Noviembre de 1932     | 8.º dan                                        | Diciembre de 1937     | 9.º dan               |
| Mayo de 1948          | 10.º dan                                       | 10.º dan              | 10.º dan              |